# Tożsamość (psychologia)
Tożsamość – wizja własnej osoby, jaką człowiek ma: właściwości wyglądu, psychiki i zachowania się z punktu widzenia ich odrębności i niepowtarzalności u innych ludzi.
W psychologii, od czasów pojawienia się teorii Erika H. Eriksona, pojęcie tożsamości występuje w kontekście dwóch najważniejszych dla człowieka relacji: stosunku do siebie samego i stosunku do innych ludzi, a więc zarazem do kultury i tradycji. Wskazuje ono na szczególny typ związku, jaki łączy podmiot z nim samym – z jednej strony, z jego własną psychofizyczną i moralną kondycją (self identity) z drugiej zaś – na związek z innymi. Związek ten opiera się na mniej lub bardziej świadomych postawach wobec wyróżnionych wartości, których nosicielem jest zarówno sam podmiot, jak i inni ludzie, kultura.
Problematyka tożsamości – rozważana z perspektywy specyficznie psychologicznej – komplikuje się dodatkowo przez obecność problemu podmiotu oraz przez sposób doświadczenia tożsamości, określany jako poczucie.
Wobec pojęcia tożsamości wyróżniane są:
- tożsamość społeczna – uświadomienie sobie wspólnych właściwości z grupą, w której jednostka żyje, poczucie przynależności do grupy i dostrzeżenie odrębności grupy.
- tożsamość osobista – dostrzeżenie tego, co różni jednostkę od innych, powstawanie sądów na temat własnej osoby.